# JR 도자이선
JR 도자이 선(일본어: JR東西線, ジェイアールとうざいせん)은 서일본 여객철도 (JR 서일본)의 노선으로, 오사카부 오사카시 조토구에 있는 교바시역에서 효고현 아마가사키시에 있는 아마가사키 역간을 잇는 간선 철도이다. 서일본 여객철도 최초의 지하 노선으로, 1997년 3월 8일에 개업하였다. 전 구간이 오사카 근교 구간 및 전차 특정 구간이며, 아마가사키 역을 제외한 모든 역은 특정 도·구·시내 제도에 따라 오사카시내 역으로 되어있다.
모든 역에서 J스루 카드, ICOCA, 동일본 여객철도 (JR 동일본) Suica, 도카이 여객철도 (JR 도카이) TOICA, 스룻토 간사이 협의회 PiTaPa 등을 사용할 수 있다.
노선의 색상은 진분홍색 (■)으로, 선정 이유는 '연선의 조폐국 및 오사카 성 공원 등의 벚꽃 명소를 떠올리게 하는 이미지'이기 때문이었다.

## 노선 정보
- 노선 거리: 12.5 km
- 운영 기관: 서일본 여객철도 (제 2종 철도 사업자)·간사이 고속 철도 (제 3종 철도 사업자)
- 궤간: 1067 mm(협궤)
- 통행 방향: 좌측 통행
- 역 수: 9
- 복선 구간: 전 구간
- 전철화 구간: 전 구간 (직류 1500 V)
- 폐색 방식: 자동 폐색식
- 보안 장치: ATS-P
- 최고 속도: 90 km/h
- 운전 지령소: 신오사카 종합 지령소

※전 구간 서일본 여객철도 오사카 지사 직할.

## 개요
'JR'이 포함된 'JR 도자이 선'이 정식 노선명이다. JR 그룹 각사에 있어서 노선명의 일반 호칭에 JR이 붙는 사례는 몇번 있었으나 정식 선구 명으로 JR이 붙는 경우는 이 노선이 처음으로, 현재 유일한 경우다 (덧붙여, 역명에 JR이 붙는 경우도 서일본 여객철도 구간에 집중되어 있다).
교바시 역 부근과 간자키 천으로부터 아마가사키 역까지의 구간을 제외한 전 구간이 지하로, 오사카 성 기타즈메 - 가시마간의 모든 역은 섬식 1면 2선 플랫폼의 지하역이다. 열차의 운행, 운영은 서일본 여객철도가 맡고 있지만 (제 2종 철도 사업자), 선로 등의 철도 시설은 제 3섹터 회사인 간사이 고속 철도가 보유하고 있다 (제 3종 철도 사업자). 덧붙여, 지하 구간은 강체 가선을 이용하여 급전하고 있다.
지하 구간의 전 역에는 해당 역 근처의 역사와 지리를 반영한 상징이 설정되어 있으며, 이것은 플랫폼 벽면에 붙어있다.

## 운행 형태
모든 열차가 교바시 역에서 가타마치 선 (갓켄토시 선)과, 거의 모든 열차가 아마가사키 역에서 도카이도 본선·산요 본선 (JR 고베 선) 및 후쿠치야마 선 (JR 다카라즈카 선)과 직통하고 있다. 아마가사키 역 시종착의 열차도 있지만, 교바시 역 시종착 열차는 없다. 덧붙여, 2008년 3월 15일부터 아침과 저녁에 오사카히가시 선 및 간사이 본선 (야마토지 선) 경유 나라역행 직통 쾌속이 운전되고 있다.
종별 상으로 쾌속이나 구간 쾌속, 직통 쾌속도 설정은 되어있으나, 모든 열차는 JR 도자이 선 각 역에 정차하도록 되어있다.
상세한 운행 형태는 가타마치 선 문서에 기술해놓고 있으므로 참고.

## 역 목록
| 역명             | 일어 역명  | 접속 노선 | 역간 거리 | 영업 거리 | 소재지              | 소재지              | 소재지 |
| ---------------- | ---------- | --- | --------- | --------- | ------------------- | ------------------- | ------ |
| 교바시           | 京橋       | ■ 가타마치 선 (갓켄토시 선)·■오사카 순환선 ■ 게이한 전기 철도 본선 ■ 오사카 메트로 나가호리쓰루미료쿠치선 (N22) | -         | 0.0       | 오사카부 오사카시   | 조토구              |        |
| 오사카조키타즈메 | 大阪城北詰 | | 0.9       | 0.9       | 오사카부 오사카시   | 미야코지마구        |        |
| 오사카텐만구     | 大阪天満宮 | ■ 오사카 메트로 다니마치선 (미나미모리마치 역)·■ 사카이스지선 (미나미모리마치 역) | 1.3       | 2.2       | 오사카부 오사카시   | 기타구              |        |
| 기타신치         | 北新地     | ■ JR 교토 선 (오사카역) ■ JR 고베 선 (오사카 역) ■ JR 다카라즈카 선 (오사카 역) ■ 오사카 순환선 (오사카 역) ■ 오사카 메트로 미도스지선 (우메다역)·■ 다니마치선 (히가시우메다 역)·■ 요쓰바시선 (니시우메다 역) ■ 한신 전기 철도 본선 (우메다 역) ■ 한큐 전철 고베 본선·교토 본선·다카라즈카 본선 (우메다 역) ■ 게이한 전기 철도 나카노시마 선 (와타나베바시 역) | 1.4       | 3.6       | 오사카부 오사카시   | 기타구              |        |
| 신후쿠시마       | 新福島     | ■ 오사카 순환선 (후쿠시마 역) ■ 한신 전기 철도 본선 (후쿠시마 역) ■ 게이한 전기 철도 나카노시마 선 (나카노시마 역) | 1.2       | 4.8       | 오사카부 오사카시   | 후쿠시마구          |        |
| 에비에           | 海老江     | ■ 한신 전기 철도 본선 ■ 오사카 메트로 센니치마에선 (노다한신 역) | 1.2       | 6.0       | 오사카부 오사카시   | 후쿠시마구          |        |
| 미테지마         | 御幣島     | | 2.6       | 8.6       | 오사카부 오사카시   | 니시요도가와구      |        |
| 가시마           | 加島       | | 1.7       | 10.3      | 오사카부 오사카시   | 요도가와구          |        |
| 아마가사키       | 尼崎       | ■ JR 고베 선 ■ 후쿠치야마 선 | 2.2       | 12.5      | 효고현 아마가사키시 | 효고현 아마가사키시 |        |

## 차량
JR 도자이 선은 지하 구간에 강체 가선을 사용하고 있기 때문에, 전동차의 집전 장치가 량당 2기씩 탑재되어 있지 않은 경우에는 입선이 불가능하다. 현재, JR 도자이 선에 정기 운용되고 있는 차량은 다음에 한정되어 있다.
- 207계 - 원래 JR 도자이 선으로 개발된 전동차로, 1997년 개업 시부터 사용. 4량+3량의 7량 편성으로 운행. 7량 관통 편성의 제 1편성은 잠시 입선하지 못했던 시기도 있지만, 321계 진입 개시와 함께 다시 입선하게 되었다. 전 열차가 집전 장치를 2기 탑재하고 있지만, 2기 모두를 사용하는 경우는 지하 구간 (강체 가선 구간)뿐으로, 그 외에는 교토·기즈 방면의 1기를 하강한다 (교바시 역과 아마가사키 역에서 집전 장치 승강이 이루어짐).
- 321계 - 2008년 3월 14일부터 운용 개시. 강체 가선 구간에도 입선 가능한 차량이었음에도, 가타마치 선의 플랫폼 유효장 관계 (7량보다 짧은 경우 존재) 및 집전 장치 관계 (도입시는 1기였음)로 입선하지 못했었다. 하지만 증비 도중부터 집전 장치를 량당 2기 탑재하게 되어 JR 도자이 선 경유로 가타마치 선 마쓰이야마테역까지의 보통 운용에 한정하여 운용을 개시하였다. 교타나베역까지도 운행되는 경우가 있으며, 플랫폼 유효장이 7량보다 짧은 도시샤마에 - 기즈 구간에는 운용되고 있지 않다. 하지만, 2009년말에 도시샤마에 - 니시키즈 간의 플랫폼 유효장 7량 연장 공사가 완공되면, 전 구간 7량 운용이 이루어질 예정이여서 207계와 같은 식으로 운용될 예정이다.

## 역사

### 건설 경위
연선의 도시화가 진행되면서 가타마치 선과 후쿠치야마 선 간을 지하로 잇는 가타후쿠 연락선(일본어: 片福連絡線)이 계획되어, 1971년 도시 교통 심의회 답신 제 13호에서 긴급 건설 구간으로 착공되지 못하고, 나중에 일본국유철도가 운수성으로부터 공사 인가를 받았으나, 재정난으로 착공이 미루어졌다. 일본국유철도 분할 민영화 이후, 가타후쿠 연락선의 면허가 서일본 여객철도에 계승되었으며, 1988년, 철도 시설을 건설, 보유하는 제 3섹터 회사인 간사이 고속 철도를 설립하여, 서일본 여객철도가 철도 시설을 대절하는 형태로 열차를 운행할 것을 정하였으며, 1989년에 간신히 착공되었다.
당초는 1995년 봄에 개통할 예정이었지만, 에비에 부근에서 있었던 사고로 개업이 2년 정도 지연되었다.

### 연표
- 1997년 3월 8일 - JR 도자이 선 교바시 - 아마가사키 간 개업. 가타마치 선 교바시 - 가타마치 간은 교바시 - 오사카 성 기타즈메 구간으로 대체하는 형태로 폐지하였으나, 가타마치까지의 정기권은 오사카 성 기타즈메까지의 정기권으로 이용할 수 없었다.

## 같이 보기
- 어번 네트워크
- JR 고베 선
- 가타마치 선
- 후쿠치야마 선